# Pseudosuberites perforatus
Pseudosuberites perforatus är en svampdjursart som först beskrevs av Thiele 1898.  Pseudosuberites perforatus ingår i släktet Pseudosuberites och familjen Suberitidae. Inga underarter finns listade i Catalogue of Life.